# Artem Kravets
Artem Anatoliovitj Kravets (ukrainsk: Артем Анатолійович Кравець) (født 3. juni 1989 i Dniprodjersjinsk, Sovjetunionen) er en ukrainsk fodboldspiller, der spiller som angriber hos Kayserispor i Tyrkiet. Han har tidligere spillet mange år hos Dynamo Kyiv i hjemlandet.
Kravets vandt med klubben det ukrainske mesterskab i 2009.

## Landshold
Kravets har (pr. april 2018) spillet 20 kampe for Ukraines landshold. Han har desuden spillet adskillige kampe for landets forskellige ungdomshold.